# Franchise (песня)
«Franchise» — сингл американского хип-хоп музыканта Трэвиса Скотта, записанный при участии американского рэпера Янг Тага и британской певицы M.I.A., вышедший 25 сентября 2020 года.
Песня дебютировала на первом месте американского хит-парада Billboard Hot 100, в дату 10 октября 2020 года, став для Скотта его четвёртым чарттоппером Hot 100, для Янг Тага вторым, а для M.I.A. первым. В результате Скотт стал первым музыкантом в истории, чьи синглы были на первом месте основного чарта Billboard за период менее чем один год.

## Отзывы
Композиция получила смешанные отзывы музыкальных экспертов и обозревателей.
Джейсон Липшуц из Billboard назвал сингл важным релизом, особо похвалив британскую певицу M.I.A. за то, что её исполнение стало настоящим сюрпризом для нового поколения хип-хопа. Считая песню «туманной», Джессика МакКинни из журнала Complex назвала песню лучшей музыкой недели, отметив «пульсирующий» и «энергичный» вклад Янг Тага и MIA, соответственно. Калеб Трискари из NME назвал его «типичным треком Скотта с потрясающими басами». Софи Караан из Hypebeast сказала, что песня «использует интересное сочетание контрастных, но дополняющих потоков от Скотта, M.I.A. и Тага».
Мэтт Мелис из Consequence of Sound высказал такое мнение: « Скотт такой же плодовитый автор песен, как и сообразительный бизнесмен, и он щеголяет этой деловой хваткой в „Franchise“ почти так же, как хвастаются конферансье…».
Брентон Бланше из журнала Spin назвал сингл «отвратительной музыкальной смесью» и сказал, что «динамичное объединение этого трио, хотя и неожиданное, доказывает, что Скотт — настоящий игрок франчайзинга и кое-что знает о том, как собрать правильную музыкальную команду». В отрицательном обзоре Сэм Гиббс из Soundigest сказал, что «песня не является чем-то особенным», однако, благодаря участию британской певицы MIA, Гиббс счел её «настоящим удовольствием в этом тусклом сингле», поскольку её «характер и дух приносят особый» своего рода аромат".

## Коммерческий успех
«Franchise» дебютировал на первом месте в американском хит-параде Billboard Hot 100 с 19,4 миллионами стрим-потоков и 98 000 продаж, из которых 58 000 были кассетами и компакт-дисками, а также 40 000 скачиваний в цифровом формате. Песня была доступна для покупки на двух CD-синглах, инструментальная версия также доступна для скачивания. Физическая и инструментальная версии были доступны исключительно на веб-сайте Скотта, с цифровыми версиями со скидкой до 69 центов и некоторыми физическими версиями со скидкой до 1 доллара в течение первой недели.
Сингл стал для Скотта его четвёртым чарттоппером Hot 100, для Янг Тага вторым, а для M.I.A. первым. Благодаря успеху сингла Скотт стал первым музыкантом в истории, чьи синглы были на первом месте основного чарта Billboard за период менее чем один год. В декабре 2018 года Скотт впервые возглавил хит-парад с хитом «Sicko Mode»; 19 октября 2019 года появился второй чарттоппер «Highest in the Room»; третьим в мае 2020 года был сингл «The Scotts». Прошлый рекорд был равен 1 году 4 месяцам и принадлежал Ариане Гранде (три её чарттоппера были в промежутке чартов 2 февраля 2019 — 6 июня 2020 годах, «7 Rings», «Stuck with U», «Rain on Me»). Также Скотт вошёл в элитную группу музыкантов, у которых было не менее трёх дебютов на первом месте Hot 100: Гранде (4), Джастин Бибер (3), Mariah Carey и Drake (3).

## Чарты
| Чарт (2020)                                | Высшая позиция |
| ------------------------------------------ | -------------- |
| Австралия (ARIA)                           | 31             |
| Австрия (Ö3 Austria Top 40)                | 25             |
| Бельгия/Фландрия (Ultratip Bubbling Under) | 12             |
| Канада (Billboard Canadian Hot 100)        | 16             |
| Чехия (Singles Digitál Top 100)            | 32             |
| Германия (GfK)                             | 35             |
| Мир (Global 200, Billboard)                | 7              |
| Ирландия (IRMA)                            | 23             |
| Италия (FIMI)                              | 60             |
| Нидерланды (Single Top 100)                | 80             |
| Новая Зеландия (Recorded Music NZ)         | 37             |
| Норвегия (VG-lista)                        | 30             |
| Португалия (AFP)                           | 22             |
| Словакия (Singles Digitál Top 100)         | 8              |
| Швеция (Sverigetopplistan)                 | 57             |
| Швейцария (Schweizer Hitparade)            | 14             |
| Великобритания (OCC UK Singles)            | 26             |
| США (Billboard Hot 100)                    | 1              |
| США (Billboard Hot R&B/Hip-Hop Songs)      | 1              |
| США (Billboard Pop Airplay)                | 27             |
| США (Billboard Rhythmic)                   | 4              |